# Parafia św. Wojciecha w Sztutowie
Parafia św. Wojciecha w Sztutowie – parafia rzymskokatolicka w diecezji elbląskiej. Erygowana 1 sierpnia 1986 roku przez biskupa diecezji gdańskiej Tadeusza Gocłowskiego.
Świątynia w Sztutowie została wybudowana w stylu neogotyckim w latach 1860–1878 jako kościół baptystyczny. Na potrzeby kultu katolickiego został przejęty i poświęcony w 1947. 1 marca 1975 roku biskup gdański Lech Kaczmarek erygował samodzielny wikariat, wyłączając Sztutowo z parafii NSPJ w Stegnie.
Na obszarze parafii leżą miejscowości: Sztutowo, Sztutowska Kępa, Graniczna, Groszkowo, Grochowo Pierwsze, Grochowo Drugie, Grochowo Trzecie, Groszkowo Osada. Tereny parafii znajdują się w gminie Sztutowo, w powiecie nowodworskim, w województwie pomorskim.

## Proboszczowie i administratorzy parafii od 1975 roku
- 1975–1988 – ks. Adam Biernat (administrator, od 1986 roku proboszcz)
- 1988–1991 – ks. Kazimierz Czerlonek
- 1991–1994 – ks. kanonik Leszek Wojtas
- 1994–2010 – ks. kanonik Ryszard Szramka
- od 2010 – ks. Jerzy Drobiński